# Quàrtica cruciforme
La corba cruciforme és una corba plana quàrtica definida per l'equació
{\displaystyle x^{2}y^{2}-b^{2}x^{2}-a^{2}y^{2}=0\,}

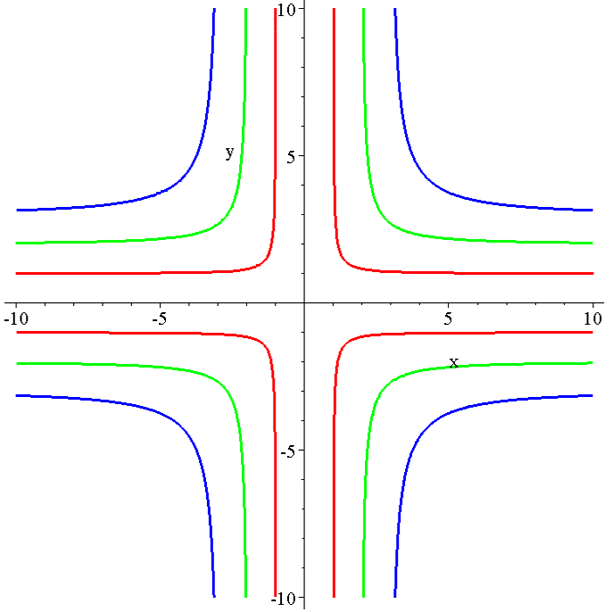
Corba cruciforme amb paràmetres (b,a) amb valors (1,1) en vermell; (2,2) en verd; (3,3) en blau.

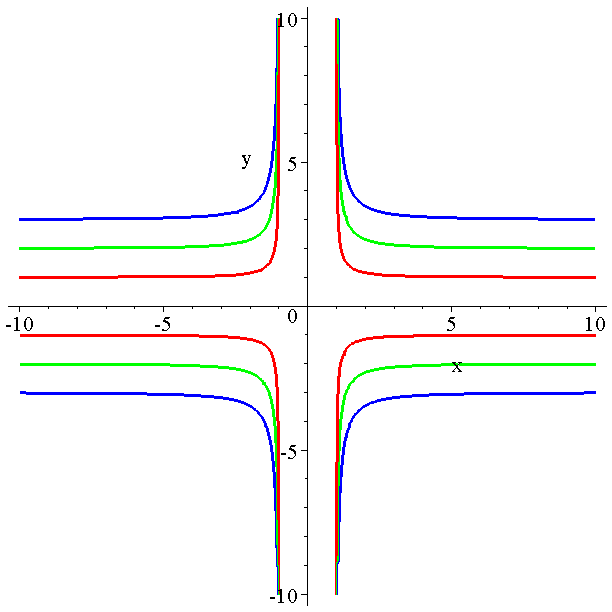
Corba cruciforme amb paràmetres (b,a) amb valors (1,1) en vermell; (2,1) en verd; (3,1) en blau.

on a i b són dos paràmetres que determinen la forma de la corba.
La corba cruciforme està relacionada per una transformació quadràtica estàndard, x ↦; 1/x, y ↦; 1/y amb l'el·lipse a²x² + b²y² = 1, i per això és una corba algebraica plana racional del gènere zero. La corba cruciforme té tres punts dobles al pla projectiu real, a x=0 i y=0, x=0 i z=0, i y=0 i z=0.
Com que la corba és racional, pot ser parametritzada per funcions racionals. Per exemple, si a=1 i b=2, llavors
{\displaystyle x=-{\frac {t^{2}-2t+5}{t^{2}-2t-3}},y={\frac {t^{2}-2t+5}{2t-2}}}
parametritza els punts en la corba tret dels casos excepcionals on el denominador és zero.